# Robin Wall Kimmerer

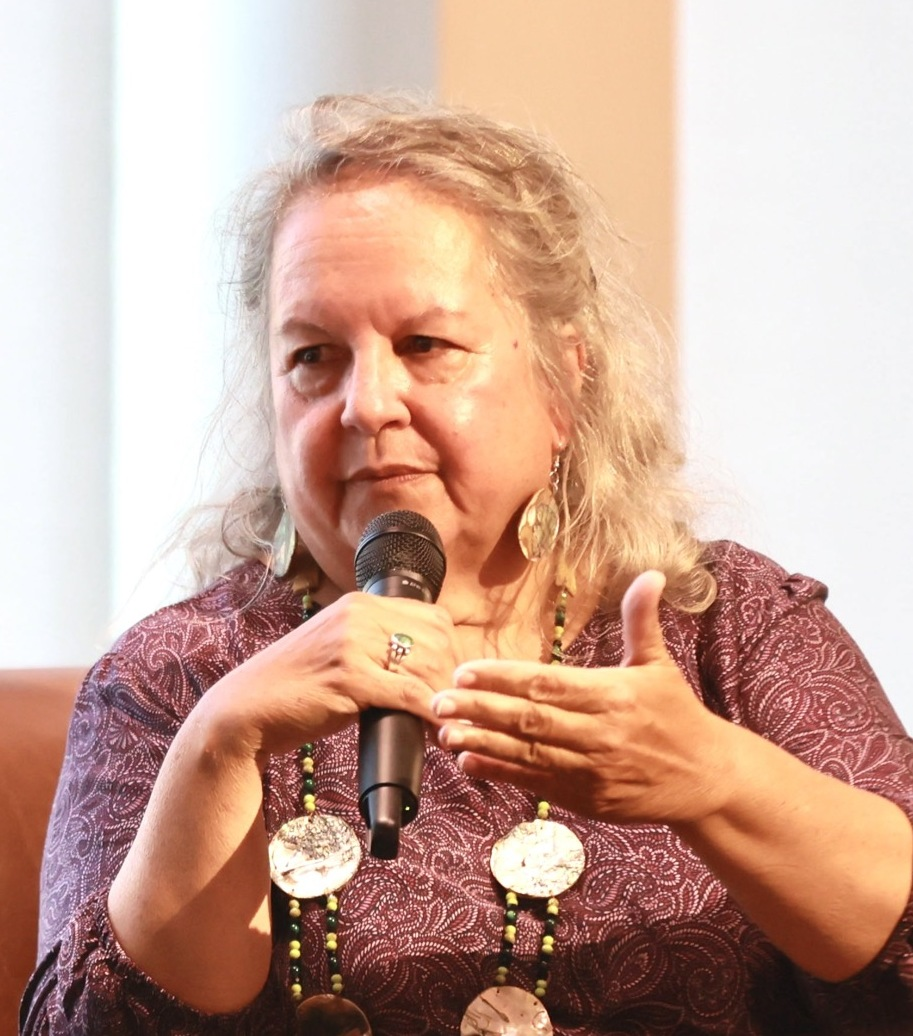
Robin Wall Kimmerer

Robin Wall Kimmerer (auch: Robin W. Kimmerer; * 1953, Upstate New York) ist eine US-amerikanische Pflanzenökologin, Autorin und Professorin der State University of New York am College für Umweltwissenschaften und Forstwirtschaft in Syracuse. Zu ihren Forschungsinteressen gehört die Ökologie von Laubmoosen sowie Störungsökologie. Darüber hinaus ist sie Direktorin des Center for Native Peoples and the Environment, das sich zur Aufgabe gemacht hat, das traditionelle ökologische Wissen der indigenen Völker mit moderner Umweltwissenschaft zu verbinden. Sie ist Autorin zahlreicher wissenschaftlicher Publikationen, die in namhaften Journals veröffentlicht wurden.

## Leben
Kimmerer wurde 1953 als Tochter von Patricia und Robert Wall im ländlichen Upstate New York geboren und ist Angehörige des Stamms der Potawatomi. Sie studierte heimatnah an der State University of New York und erwarb 1975 ihren Bachelorabschluss im Fach Botanik.
Ab 1975 war sie als Mikrobiologin bei Bausch & Lomb tätig, entschied sich dann jedoch für eine akademische Karriere. An der University of Wisconsin–Madison machte sie 1979 den Masterabschluss und promovierte 1983 in Pflanzenökologie.
Nach ihrer Familiengründung und in der ersten Familienphase lehrte sie in Teilzeit an der Transylvania University in Lexington Feldbiologie und Botanik, bevor sie an einem College in Danville, Kentucky verschiedene biologische Disziplinen unterrichtete. Obwohl sie hier eine Festanstellung erhielt, zog es sie zurück an die State University of New York. Dort lehrt sie ununterbrochen seit 1993.
Kimmerer gilt als eine Vertreterin des so genannten Traditional ecological knowledge (TEK), welches durch lokale Traditionen indigener Völker überliefertes Wissen zur Natur und Nachhaltigkeit in die moderne Umweltwissenschaft einbringt. Sie engagierte sich unter anderem als Vorstand in der Ecological Society of America, wo sie eine entsprechende Abteilung mit aufbaute. 2015 wurde sie eingeladen, vor der Generalversammlung der Vereinten Nationen auf einem Panel zum Thema nachhaltige Entwicklungsziele zu sprechen.

## Publikationen (Auswahl)

### Auf Deutsch erschienene Bücher
- Geflochtenes Süßgras: Die Weisheit der Pflanzen. Aufbau Verlag, 2021, ISBN 978-3-351-03873-1 (englisch: Braiding Sweetgrass. Übersetzt von Elsbeth Ranke).
  - Als Hörbuch gesprochen von Eva Mattes, Bonnevoice Hörbuchverlag, 2021, ISBN 978-3-945095-35-5

- Die Grammatik der Lebendigkeit: Zwei Essays. worten & meer, Insel Hiddensee 2021, ISBN 978-3-945644-22-5.

- Das Sammeln von Moos: Eine Geschichte von Natur und Kultur. Matthes & Seitz Berlin, 2022, ISBN 978-3-7518-0212-3 (englisch: Gathering Moss: A Natural and Cultural History of Mosses. Übersetzt von Dieter Fuchs).

- Die ehrenhafte Ernte. Aufbau Verlag Berlin, 2024, ISBN 978-3-351-04235-6 (englisch: The Honorable Harvest. Übersetzt von Elsbeth Ranke).
- Gavin Van Horn, John Hausdoerffer und Robin Wall Kimmerer (Hrsg.). erd verbunden sein (Band 1 der Reihe verbunden sein). w_orten & meer Insel Hiddensee, 2024, ISBN 978-3-945644-44-7   (englisch: Kinship Vol. 1: Planet. Übersetzt von Friederike Hofert)
- Die Großzügigkeit der Felsenbirne: Vom Glück des Schenkens. Aufbau Verlag Berlin, 2025, ISBN 978-3-351-04257-8 (englisch: The Serviceberry. Übersetzt von Elsbeth Ranke).

### Buchbeiträge (Auswahl)
- Restoration and Reciprocity: The Contributions of Traditional Ecological Knowledge. In: Human Dimensions of Ecological Restoration: Integrating Science, Nature, and Culture (= Society for Ecological Restoration). Island Press/Center for Resource Economics, Washington, DC 2011, ISBN 978-1-61091-039-2, S. 257–276, doi:10.5822/978-1-61091-039-2_18.
- The Fortress, the River and the Garden. In: Contemporary Studies in Environmental and Indigenous Pedagogies. Sense Publishers, Rotterdam 2013, ISBN 978-94-6209-293-8, S. 49–76, doi:10.1007/978-94-6209-293-8_4.

### Aufsätze (Auswahl)
- Ecological Consequences of Sexual versus Asexual Reproduction in Dicranum flagellare and Tetraphis pellucida. In: The Bryologist. Band 97, Nr. 1, 1994, ISSN 0007-2745, S. 20–25, doi:10.2307/3243344.
- mit Melanie J. L. Driscoll: Bryophyte Species Richness on Insular Boulder Habitats: The Effect of Area, Isolation, and Microsite Diversity. In: The Bryologist. Band 103, Nr. 4, 2000, ISSN 0007-2745, S. 748–756, JSTOR:3244339.
- mit Aimee Delach: The Effect of Polytrichum piliferum on Seed Germination and Establishment on Iron Mine Tailings in New York. In: The Bryologist. Band 105, Nr. 2, 2002, ISSN 0007-2745, S. 249–255, JSTOR:3244750.
- Patterns of Dispersal and Establishment of Bryophytes Colonizing Natural and Experimental Treefall Mounds in Northern Hardwood Forests. In: The Bryologist. Band 108, Nr. 3, 2005, ISSN 0007-2745, S. 391–401, JSTOR:20061117.

## Auszeichnungen
- 2005: John-Burroughs-Medaille für Gathering moss
- 2021: Mitglied der American Academy of Arts and Sciences
- 2022: MacArthur Fellowship
- 2023: Mitglied der National Academy of Sciences
- 2023: National Humanities Medal